# Gustav Jaumann
Pour les articles homonymes, voir Ignaz von Jaumann.
Gustav Jaumann (né le 18 avril 1863 à Caransebeș, dans le Banat, alors province de l'Autriche-Hongrie; † 21 juillet 1924 dans les Alpes de l'Ötztal) est un physicien autrichien. En dégageant la forme tensorielle des dérivées convectives, il a jeté les bases modernes de la mécanique des milieux continus.

## Biographie
Jaumann était le fils du commissaire des armées de Caransebech, alors situé sur la frontière austro-russe. Il termina ses études secondaires au lycée technique de la ville en 1880 et s'inscrivit en chimie à l'Université technique de Prague (1880–1881) puis à celle de Vienne (1881–1883). Il étudie ensuite la Physique à l'Université Charles de Prague. Il y suit les conférences d'Ernst Mach, dont il devient finalement l'assistant, et auprès duquel il travaillera pendant huit ans : le second tome du manuel « Éléments des sciences naturelles » (Grundrisz der Naturlehre, 1890) est cosigné de Mach et de Jaumann. Il soutient sa thèse de doctorat en 1890 et obtient la même année son habilitation en physique. En 1891, il est élu membre de l'Académie Leopoldina. Il se consacre alors à la physique expérimentale : il améliore l'électromètre de Thomson, puis s’intéresse aux rayons cathodiques, qui l'amènent à formuler une théorie de la lumière.
En 1893, Jaumann est nommé professeur auxiliaire de physique expérimentale et de chimie physique à l'université germanophone Charles-Frédéric de Prague. Partisan de la continuité de la matière, il dénonce, comme beaucoup de ses contemporains, l'hypothèse atomiste. En 1901, il est promu professeur de physique à l’Université technique de Brünn, mais n'obtiendra jamais la chaire de physique de l'université Charles de Prague, Albert Einstein ayant été classé premier en 1909. Selon Philipp Frank, Jaumann aurait déclaré à ce sujet: « Si Einstein a été proposé le premier à votre choix, parce qu'on croit qu'il a une œuvre plus importante à son crédit, je n'ai alors rien à faire d'une université qui court après la modernité et n'apprécie pas le mérite vrai,. »
Le traité d'analyse vectorielle de Gibbs (1901) a exercé une forte influence sur Jaumann : dès 1905, ce dernier commence à faire un usage systématique des notations vectorielles et tensorielles. Dans ses publications, il désigne le tenseur des contraintes comme la « dyade de contrainte », appelle « triades » les tenseurs d'ordre 3 et « tétrades », les tenseurs d'ordre 4 comme le tenseur d'élasticité. Jaumann est à l'origine du concept de dérivée corotationnelle, d'importance capitale dans l'étude des déformations de solides en grands déplacements,. Selon les chercheurs australiens Tanner et Walters, le mathématicien polonais Stanislas Zaremba (1863-1942) aurait utilisé dès 1903 la dérivée corotationnelle ; il apparaît toutefois que Zaremba utilisait une écriture suffisamment différente de celle de Jaumann, pour donner à penser que les deux travaillaient indépendamment.
Dans un ouvrage publié en 1911, Jaumann se propose d'unifier les lois de la physique par la réduction du nombre de constantes fondamentales. Cet essai inaugure les notions de flux d'entropie et de production locale d'entropie, qui annoncent la thermodynamique des systèmes (continus) hors d'équilibre. Il y énonce un principe voisin du principe d'objectivité, connu des rhéologues. H. Bednarczyk qualifie d'« approche de Jaumann » ses idées sur la restriction des lois de comportement, qui doivent respecter la conservation de l'énergie le second principe de la thermodynamique.